# Camutanga
Camutanga este un oraș în Pernambuco (PE), Brazilia.